# Fågelbergstjärnen (Älvsby socken, Norrbotten)
Fågelbergstjärnen är en sjö i Älvsbyns kommun i Norrbotten och ingår i Piteälvens huvudavrinningsområde.